# Cuesta de Campa
Cuesta de Campa es un poblado del municipio Cerro de San Pedro, San Luis Potosí, México

## Ubicación
la localidad de Cuesta de Campa está situado en el Municipio de Cerro de San Pedro (en el Estado de San Luis Potosí). Tiene 57 habitantes. Cuesta de Campa está a 2010 metros de altitud.

## Historia
En el año 1583, en el poblado de Mesquitique, Fray Diego de la Magdalena congregó a varios naturales huachichiles. Entre estos llegó uno llamado Cualiname o Gualiname, el cual llamó su atención al traer en la pintura de su cara trazos dorados (embrijado, esta mezcla se hacía con cinabrio, grasa animal y trazos de oro). El fraile le preguntó dónde había obtenido dicho pigmento. El natural le hizo entender que al oriente de su localización actual se encontraba mucho de aquel polvo.
Fray Diego de la Magdalena comunica su descubrimiento a Fray Francisco Franco y este a su vez lo dice al Capitán Miguel Caldera quien tomó posesión del lugar.
El Capitán Miguel Caldera envió catear el lugar a Gregorio de León, Juan de la Torre y a Pedro de Anda. Este último hizo bautizar el lugar como San Pedro del Potosí, en honor al santo de su nombre y en memoria de las famosas minas del Potosí en el Alto Perú, hoy Bolivia, (El nombre de potosí se deriva de la palabra Quechua, poc-to-si, que se traduce como riqueza inmensa). Terminando con la construcción de una hacienda de beneficio para la purificación de los metales extraídos de la mina de cerro de san pedro.
En el cerro y sus alrededores se encontró mucho mineral de oro y plata, pero no había agua suficiente para realizar el beneficio. La ubicación más cercana de agua estaba hacia el poniente, en una región dominada aún por varias tribus chichimecas, en el área en que posteriormente se asentaría la ciudad de San Luis Potosí.
El historiador Primo Feliciano Velázquez incluyó extensas descripciones del lugar en sus relaciones.

### Hechos relevantes
28 de octubre de 1878 
Con motivo del hundimiento que tuvo lugar en el punto llamado Mesa de los Belenes pertenecientes al Municipio de Cuesta de Campa el C. Gobernador, pasa a visitar aquel lugar con los Sres. Ingenieros Blas Escontria, Luis Cuevas, Antonio Espinoza y Cervantes y Camilo Bros, con el fin de que estos hicieran un estudio científico de dicho hundimiento, comisionaron al Sr. Bros para que redactara.
3 de agosto de 2010.
Durante la fiesta del portezuelo celebrada de julio a agosto, el 3 de agosto alrededor de las 17:28 horas de aquel día un comando armado atacó la comunidad de portezuelos muy cerca de la cuesta, dejando un saldo de 3 muertos, esa tarde del 3 de agosto de 2010 siempre quedara en la memoria no solo de la cuesta, sino de todo el Cerro de San Pedro